# Episodi de La famiglia Bradford (prima stagione)
La prima stagione della serie televisiva La famiglia Bradford è stata trasmessa negli Stati Uniti dal 15 marzo al 10 agosto 1977.
In Italia è stata trasmessa in prima visione da Rai 1 dal 16 agosto al 4 ottobre 1978 con il titolo di Otto bastano. Per problemi legati ai diritti di messa in onda, gli episodi della prima stagione, dalla messa in onda del 1978, non sono mai stati replicati fino al 2009, quando sono andati in onda sul canale Fox Retro, canale tematico della piattaforma satellitare Sky. Inoltre, una delle nove puntate della prima stagione (l'episodio n.8 Hit and run) non venne acquistata dalla RAI, e quindi non venne trasmessa, per motivi di opportunità politica: nella versione originale, in diverse scene della puntata, ci sono riferimenti e battute che vennero considerati "anti-italiani", questo fece valutare, quindi, inopportuna la trasmissione RAI della puntata.
| nº | Titolo originale                                     | Titolo italiano                           | Prima TV USA   | Prima TV Italia                                            |
| -- | ---------------------------------------------------- | ----------------------------------------- | -------------- | ---------------------------------------------------------- |
| 1  | Never Try Eating Nectarines Since Juice May Dispense | Papà, cosa aspetti a tirare quella palla! | 15 marzo 1977  | 16 agosto 1978                                             |
| 2  | Schussboomer                                         | Punto focale                              | 22 marzo 1977  | 23 agosto 1978                                             |
| 3  | Pieces of Eight                                      | In sciopero                               | 29 marzo 1977  | 6 settembre 1978                                           |
| 4  | Women, Ducks, and the Domino Theory                  | Caccia all'anatra                         | 5 aprile 1977  | 13 settembre 1978                                          |
| 5  | Turnabout                                            | La ragazza di David                       | 12 aprile 1977 | 20 settembre 1978                                          |
| 6  | Quarantine                                           | Quarantena                                | 19 aprile 1977 | 27 settembre 1978                                          |
| 7  | V is for Vivian                                      | V come Vivian                             | 26 aprile 1977 | 4 ottobre 1978                                             |
| 8  | Hit and Run                                          | Un padre per ogni stagione                | 3 maggio 1977  | nel Lazio: Quinta Rete, domenica 7 dicembre 1980 ore 18:00 |
| 9  | The Gipper Caper                                     | La scommessa                              | 10 agosto 1977 | 30 agosto 1978                                             |